# Kurtyna (teatr)

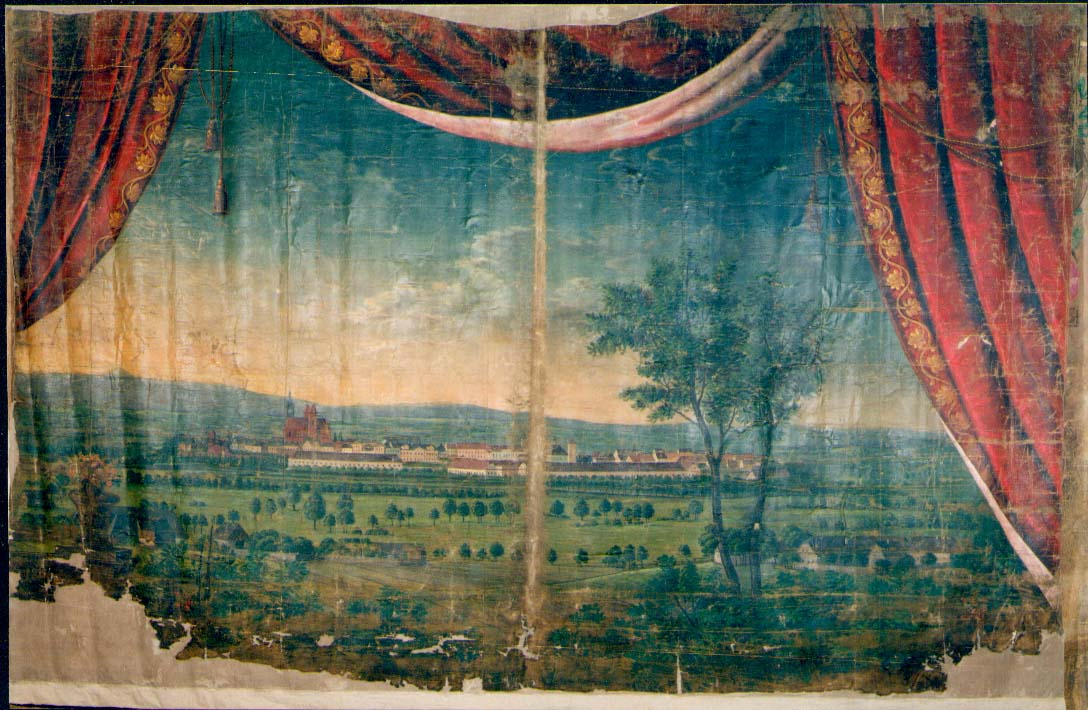
Kurtyna z 1838 z Hradec Králové

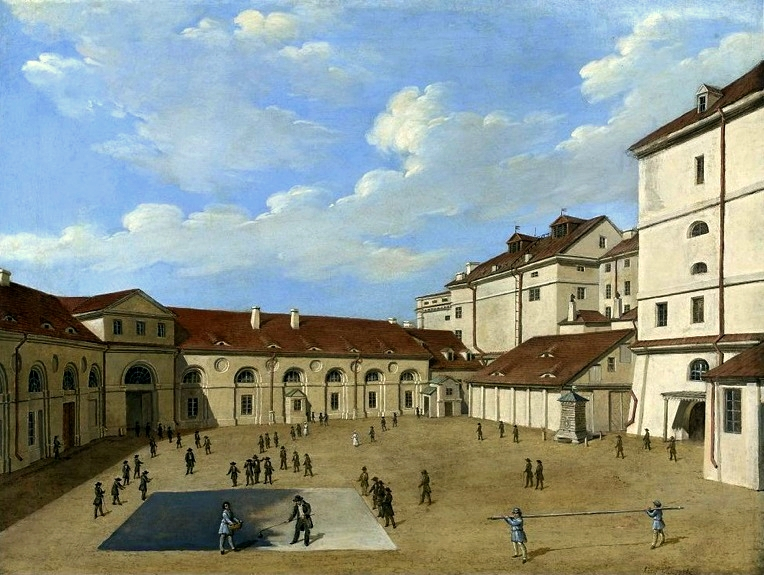
Józef Hilary Głowacki, Malowanie kurtyny, około 1840

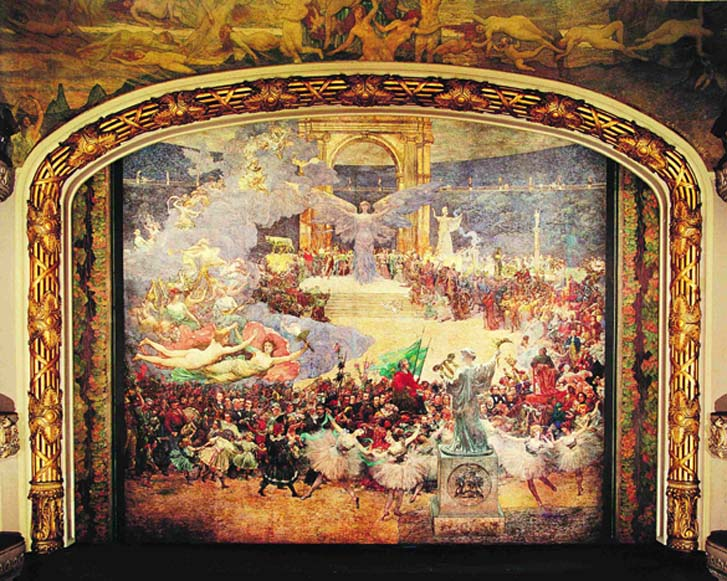
Theatro Municipal do Rio de Janeiro, malarstwo Eliseu Viscontiego, 1908 (2005)

Kurtyna – element dekoracji teatralnej, wykonany z tkaniny (niekiedy drapowanej lub malowanej), służy do oddzielenia świata fikcyjnego (sceny) i rzeczywistego (widowni) oraz osłonięciu technicznych czynności wykonywanych na scenie podczas spektaklu.
Elementy kurtyny
- prospekt wyznacza perspektywę sceny, buduje w jej głębi elementy dekoracji,
- paludament maskuje nadscenie, tworzy sklepienie sceny,
- kotara wyznacza boczną granicę sceny,
- kurtyna sceniczna (zasadnicza lub prosceniowa) zamyka ramę sceny, odgradza scenę od widowni[1].

W starożytnej Grecji nie znano kurtyny. Pojawiła się ona dopiero w teatrach rzymskich, gdzie rozpoczęcie spektaklu sygnalizowano widzom przez opuszczenie zawieszonej zasłony, zwanej auleum, która opadając, kryła się w przeznaczonym na nią otworze w podłodze sceny. Zakończenie spektaklu oznajmiano natomiast słowami: Acta est fabula („Sztuka skończona”). Rzymianie stosowali także inny typ kurtyny zwany siparium, była to prawdopodobnie kurtyna rozsuwana.
Do czasów romantyzmu kurtynę podnoszono na początku spektaklu, a opuszczano dopiero na końcu. Były to ważne elementy ceremoniału towarzyskiego, jakim stał się teatr XIX-wieczny. Od tej zasady wyłamały się teatry bulwarowe, które opuszczały kurtynę także pomiędzy aktami. Stało się to przyczynkiem do złośliwości pod adresem pracowników technicznych, mówiono, że czynią tak, aby ukryć swoją nieudolność przed widzem. W XIX wieku kurtyny często były bogato zdobione lub malowane.
Z czasem znaczenie kurtyny malało. Współczesne kurtyny są o wiele skromniejsze, często inscenizator rezygnuje z jej zastosowania. Pierwsze przypadki spektaklu bez kurtyny były spowodowane dążnością twórców do zerwania z podkreślaniem iluzyjności teatru. Inaczej było w teatrze Wsiewołoda Meyerholda w początkach XX wieku, który chciał uczynić widzów współtwórcami spektaklu, rezygnował z kurtyny i z wyznaczanego przez nią podziału na scenę i widownię. Wiele teatrów powstałych po Drugiej reformie teatru idzie w jego ślady, nie stosuje kurtyny, zacierając granicę między tym, co teatralne a tym, co rzeczywiste.
Istnieje kilka różnych rodzajów kurtyn teatralnych: kurtyny greckie – rozsuwane w poziomie na boki; kurtyny włoskie – rozsuwane skośnie; kurtyny weneckie – podnoszone pionowo i układające się w fałdy; kurtyny francuskie – podnoszone pionowo; kurtyny niemieckie – podnoszone pionowo.
Do szycia kurtyn używa się zazwyczaj aksamitu lub pluszu scenicznego, czasami również wełny lub dywetyny bawełnianej. Tkanina użyta do szycia kurtyn ogniowych powinna być trudnopalna, co zapewnia bezpieczeństwo osób przebywających na scenie oraz widowni. Obecnie najczęściej stosowaną tkaniną na scenie jest plusz poliestrowy IFR (ang. inherently flame resistant), włókna tej tkaniny zabezpieczane są już na etapie produkcji (jeszcze przed utkaniniem tkaniny), co zapewnia jej dożywotnie właściwości trudnopalne.